# Narycius opalus
Narycius opalus är en skalbaggsart som beskrevs av Dupont 1835. Narycius opalus ingår i släktet Narycius och familjen Cetoniidae. Inga underarter finns listade i Catalogue of Life.

## Bildgalleri

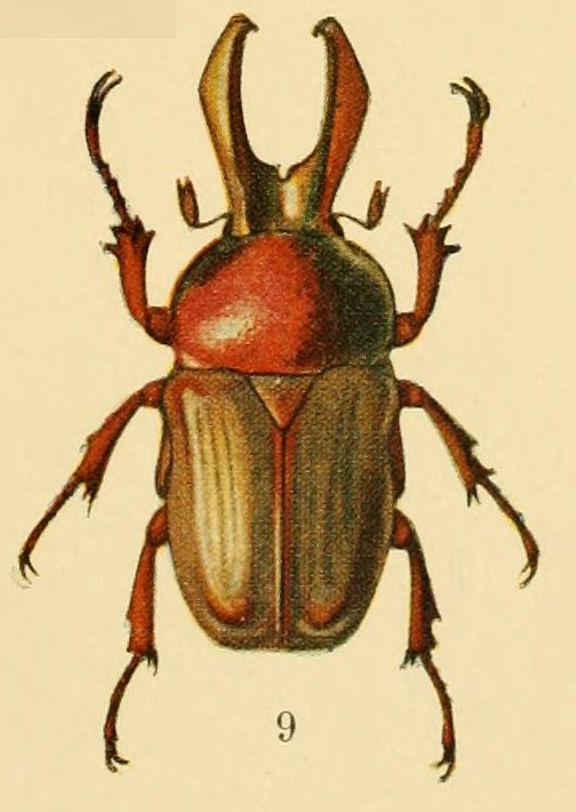